# Condado de Kit Carson
El condado de Kit Carson (en inglés: Kit Carson County), fundado en 1889, es uno de los 64 condados del estado estadounidense de Colorado. En el año 2000 tenía una población de 8011 habitantes con una densidad poblacional de una persona por km². La sede del condado es Burlington.

## Geografía
Según la Oficina del Censo, el condado tiene un área total de 5598 km² (2161,4 mi²), de la cual 5597 km² (2161,0 mi²) es tierra y 2 km² (0,8 mi²) (0.03%) es agua.

### Condados adyacentes
- Condado de Yuma - norte
- Condado de Cheyenne - noreste
- Condado de Sherman - este
- Condado de Wallace - sureste
- Condado de Cheyenne - sur
- Condado de Lincoln - oeste
- Condado de Washington - noroeste

### Carreteras
- - US 24
- - Interestatal 70
- - US 385
- - SH-59

## Demografía
En el 2000 la renta per cápita promedia del condado era de $33 152, y el ingreso promedio para una familia era de $41 867. En 2000 los hombres tenían un ingreso per cápita de $28 700 versus $19 978 para las mujeres. El ingreso per cápita para el condado era de $16 964. Alrededor del 12.10% de la población estaba bajo el umbral de pobreza nacional.

## Ciudades y pueblos
- Bethune
- Burlington
- Flagler
- Seibert
- Stratton
- Vona